# Ziegelbach
Ziegelbach ist ein Stadtteil der Stadt Bad Wurzach im baden-württembergischen Landkreis Ravensburg in Deutschland.

## Geographie
Ziegelbach liegt rund einen Kilometer südwestlich der Kernstadt in der Haidgauer Heide an der Straße von Bad Wurzach nach Wolfegg. Ziegelbach hat 883 Einwohner und liegt in 665–760 m Höhe, die Fläche der Gemarkung umfasst 1371 ha.

## Geschichte

### Frühe Besiedlung und Pfarreigründung
Die ersten Anzeichen menschlicher Aktivität in Ziegelbach finden sich in den Wallanlagen von Oberziegelbach, welche auf eine keltische Viereckschanze aus der Latènezeit hindeuten. Die Existenz einer Pfarrei in Ziegelbach ist seit dem Jahr 1275 durch urkundliche Erwähnung gesichert.

### Mittelalterliche und frühneuzeitliche Herrschaftsverhältnisse
Die Lehnsherrschaft über das Patronat, das Vogtrecht sowie die Gerichtsbarkeit der Pfarreien Ziegelbach, Himbach und Waldhaus unterlag im Übergang vom Mittelalter zur Neuzeit einem mehrfachen Wandel. Das Patronatsrecht wechselte von den Schenken von Ittendorf-Schmalegg über die Herren von Königseggwald und Hohenfels zu Konrad Faber von Waldsee, der es an das Spital Waldsee veräußerte. Dieses wiederum verkaufte es bis 1806 an die Stadt Waldsee. Die Gerichtsbarkeit gelangte im 16. und 18. Jahrhundert schrittweise an die Herrschaft Wolfegg. Auch in den Weilern Rohrbach und Beutels, die bis 1812 zur Pfarrei Wurzach gehörten, waren verschiedene Herrschaften begütert.

### Bauernkrieg, Dreißigjähriger Krieg und kirchliche Entwicklung
Im Bauernkrieg scheinen die Ziegelbacher Bauern dem Truchsess treu geblieben zu sein. Der Dreißigjährige Krieg brachte der Region Not und Verwüstung durchziehender Truppen. Im Jahr 1642 wurde eine neue Kirche in Ziegelbach errichtet. Diese erhielt um 1730 drei neue Barockaltäre, und im Jahr 1758 wandelte Pfarrer Denz die Marien-Wallfahrtskirche zur Kirche des Heiligen Kilian um.

### 18. und 19. Jahrhundert: Vereinödung und staatliche Neuordnung
Im Jahr 1772 errichtete die Gemeinde in Oberziegelbach ein Badhaus. Zwischen 1788 und 1815 erfolgte die Vereinödung der Öschwiesen, was zur Aussiedlung einzelner Bauern führte. Infolge der napoleonischen Kriege hatte Ziegelbach unter Einquartierungen und Requisitionen zu leiden. Im Zuge der Mediatisierung im Jahr 1806 kam Ziegelbach mit Waldsee an das Königreich Württemberg und wurde zunächst mit Haidgau zu einer Schultheißerei vereint. Im Jahr 1824 wurde Ziegelbach nach der Abtrennung von Haidgau mit Rohrbach zu einer selbstständigen Gemeinde gebildet.

### 20. Jahrhundert: Infrastruktur, Weltkriege und Wiederaufbau
Im Jahr 1904 erhielt Ziegelbach Anschluss an das Eisenbahn- und Telefonnetz. Im Jahr 1908 wurde eine neue Wasserversorgung eingerichtet, und das letzte Gebäude mit Strohdach verschwand. Die Elektrifizierung des Ortes erfolgte im Jahr 1923. Der Erste und Zweite Weltkrieg forderten zahlreiche Opfer unter den Ziegelbacher Bürgern. Am 27. April 1945 wurde Ziegelbach durch französische Truppen schwer beschädigt. Der Wiederaufbau des Ortes, insbesondere des Schul- und Rathauses, zog sich bis 1948 hin und wurde maßgeblich von Pfarrer Baumann unterstützt.

### Eingemeindung nach Bad Wurzach und jüngere Vergangenheit
Im Zuge der Gemeindereform wurde Ziegelbach am 1. Juni 1972 in die Stadt Bad Wurzach eingegliedert. In der jüngeren Vergangenheit wurden ein neuer Kindergarten mit Gymnastikraum im Jahr 1968 und ein neues Feuerwehrhaus im Jahr 1987 eingeweiht sowie der alte Pfarrstadel im Jahr 1980 umgenutzt. Im Jahr 1989 wurde die Kirche wieder ihrer ursprünglichen Patronin, „Unserer Lieben Frau“, geweiht.

## Bauwerke
In Ziegelbach befindet sich die Pfarrkirche Unsere Liebe Frau (1758–1989 war die Kirche dem heiligen Kilian geweiht, kehrte aber 1989 zum ursprünglichen Patrozinium zurück). Die kirchliche Gemeinde gehört zum Dekanat Oberschwaben-Allgäu in der Diözese Rottenburg-Stuttgart. Der Ort verfügt über einen Kindergarten. Im Ort gibt es einen 1920 begründeten Musikverein sowie einen Schützenverein.

## Trivia
Beim Kreismusikfest des Blasmusikkreisverbandes Ravensburg am 5. Juni 2010 in Ziegelbach spielte die größte Frauenblaskapelle der Welt, bestehend aus 1.337 Musikerinnen aus den einzelnen Vereinen des Blasmusikkreisverbandes Ravensburg und den umliegenden Vereinen.

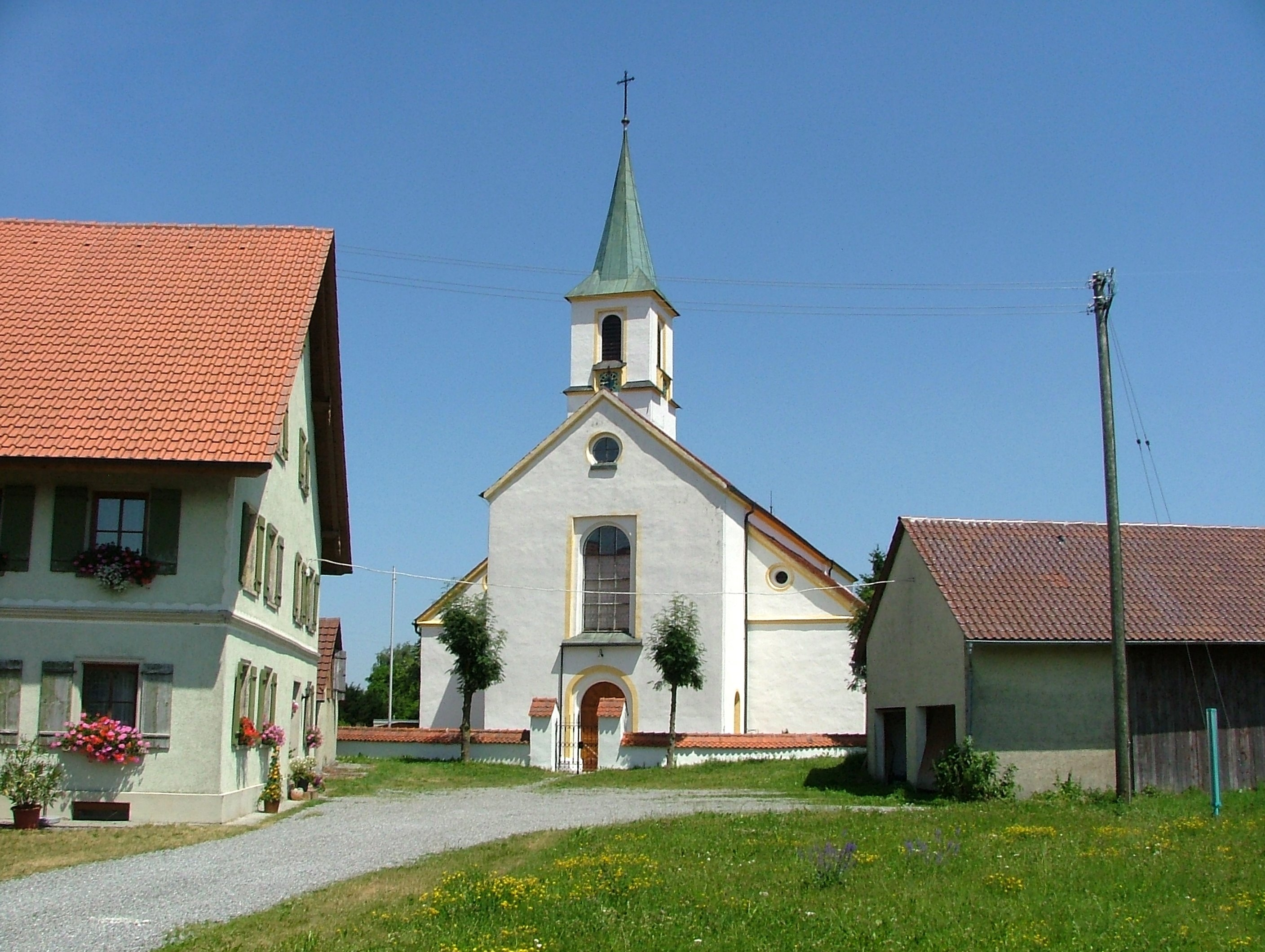
Pfarrkirche
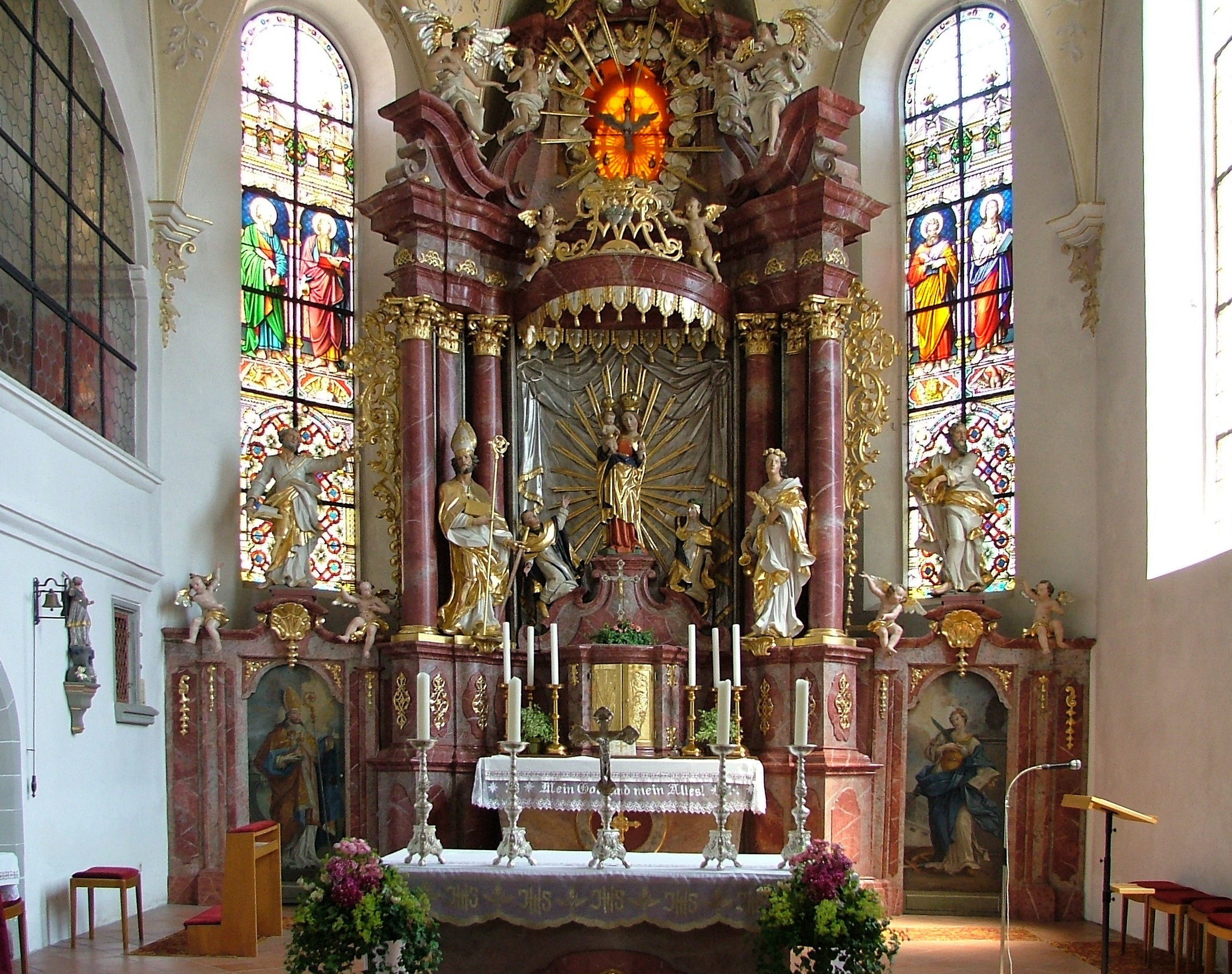
Pfarrkirche
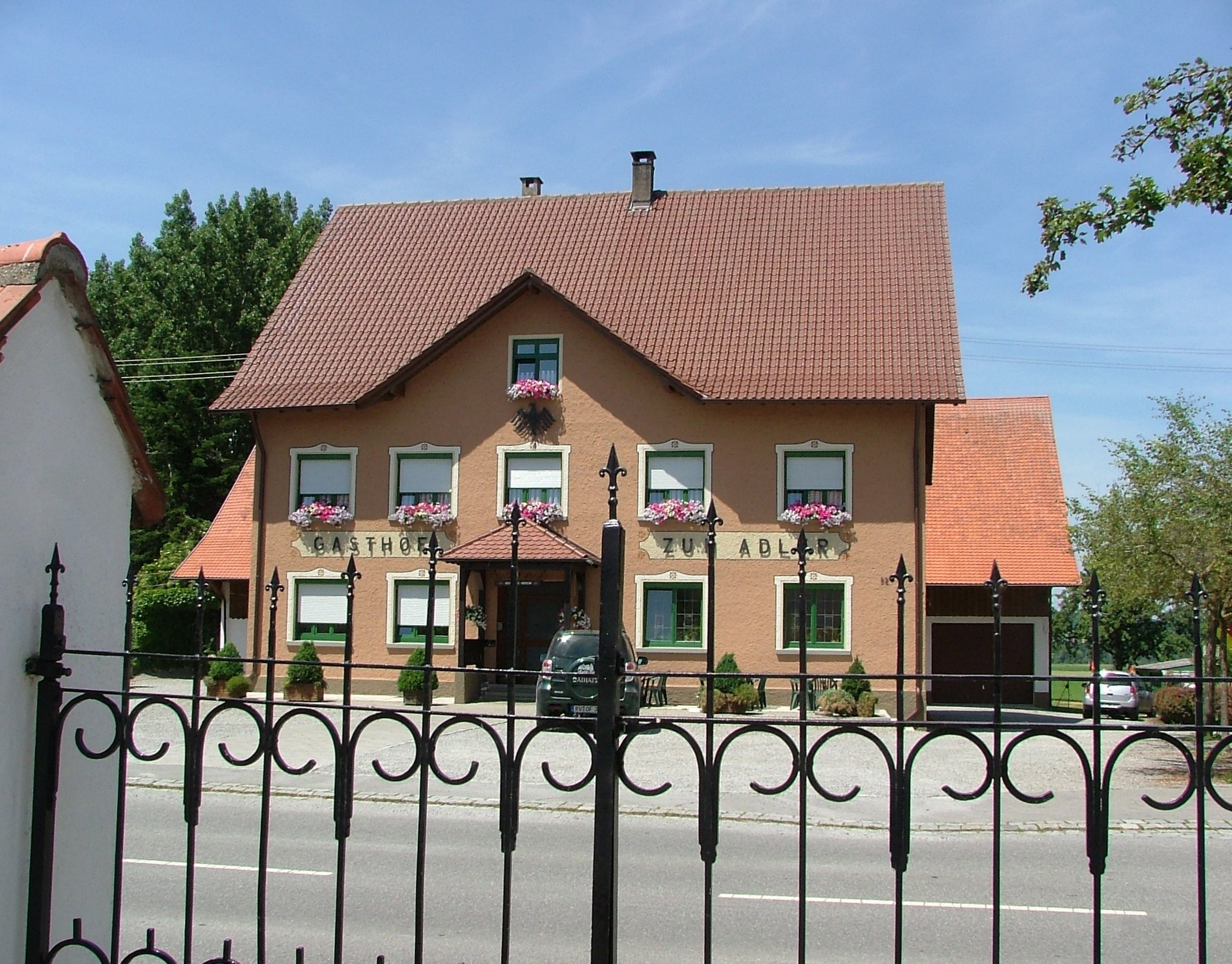
Gasthaus